# Campiña de Jaén
Campiña de Jaén est une comarque d'Espagne située dans la province de Jaén. Sa capitale est Andújar.
Elle occupe une surface de 1.741,76 km2 pour une population de 67.904 habitants (selon les données de l'INE pour  2007), soit une densité de 38,9 hab/km2.

## Géographie
La comarque est située au nord-ouest de la province de Jaén.
Elle est frontalière avec :
- Au nord la province de Ciudad Real
- À l'ouest la province de Cordoue
- Au sud la comarque métropolitaine de Jaén
- À l'est la comarque de Sierra Morena.

Souvent, la comarque Campiña de Jaén et la comarque de Sierra Morena sont traitées comme une seule comarque : la comarque de Campiña Norte de Jaén.

### Communes
Traditionnellement, la comarque était composée par les communes de Andújar, Arjona, Arjonilla, Cazalilla, Escañuela, Espelúy, Higuera de Calatrava, Lahiguera, Lopera, Marmolejo, Mengíbar, Porcuna, Santiago de Calatrava, Torredonjimeno, Villanueva de la Reina et Villardompardo.
Depuis le 27 mars 2003, et d'après le catalogue élaboré par le Cabinet de Tourisme et Sport de la Junte de l'Andalousie, 6 communes sont intégrées à la  comarque métropolitaine de Jaén. 
Elle est maintenant constituée des dix communes :

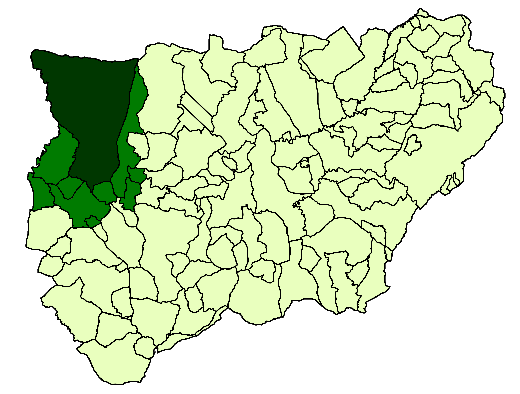
Emplacement de la comarque de Campiña de Jaén, selon le catalogue de 2003 de la Junte de l'Andalousie.

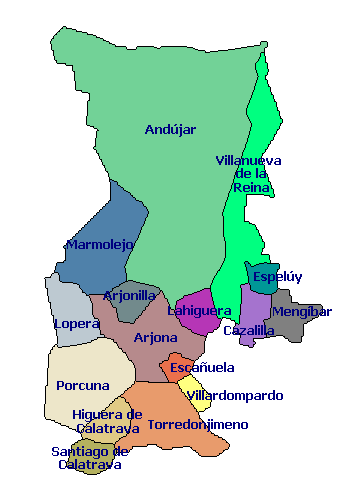
Carte traditionnelle des communes de la Campiña de Jaén antérieure au catalogue de 2003 de la Junte de l'Andalousie.

| - Andújar - Arjona - Arjonilla - Cazalilla - Escañuela | - Espelúy - Lahiguera - Lopera - Marmolejo - Villanueva de la Reine |